# Michael Kerullarios
Michael Kerullarios (řecky Μιχαήλ Κηρουλάριος, latinsky Michael Cerularius; 1005, Konstantinopol – 21. ledna 1059, Konstantinopol) byl jedním z nejvýznamnějších konstantinopolských patriarchů (1043–1058), který se stal byzantským protagonistou vypuknutí církevního schizmatu mezi Východem a Západem v roce 1054.

## Život
Kerullarios znamená obchodník s voskem. Původně byl státním úředníkem. Zúčastnil se však spiknutí proti císaři Michaelu IV. Paflagonskému (1034–1041), který jej následně nechal zavřít do kláštera jako mnicha. Později ho další císař Konstantin IX. Monomachos (1042–1055), Michaelův druh ve vyhnanství, učinil patriarchou.

## Vypuknutí velkého schizmatu

### Katolický pohled
Michael Kerullarios projevoval velké ambice zasahovat do politického dění a byl rozhodným zastáncem nezávislosti církve na světské moci. Během svého patriarchátu neblaze zasáhl do vztahů mezi Byzancí a papežskou kurií.
V první polovině 11. století panovaly mezi papežskou kurií a císařským dvorem a patriarchátem v Konstantinopoli vcelku korektní vztahy. Hlavním iniciátorem nového konfliktu se stal právě Michael Kerullarios. Roku 1052 nechal jako odvetu za snahu papežství získat pod svoji jurisdikci jižní Itálii uzavřít latinské kostely v Konstantinopoli, které sloužily Varjagům z císařské gardy a italským kupcům. Z jeho podnětu tak opětně vzplála polemika o odlišnostech mezi východní a západní církví v oblasti dogmatu i právní a disciplinární praxe. Papež Lev IX. však měl snahu řešit konflikt smírně stejně jako byzantský císař Konstantin IX. Monomachos. Definitivní rozkol paradoxně následoval akci, která měla situaci naopak uklidnit.
Na jaře 1054 přijelo do Konstantinopole papežské poselstvo v čele s kardinálem Humbertem de Silva Candida, který se svou ctižádostivou a neústupnou povahou v mnohém podobal zdejšímu patriarchovi. Kerullarios neuznal hodnověrnost vyslanců a prohlásil papežův list, který s sebou přivezli, za podvrh, čímž jednání na samém počátku značně zkomplikoval. V bezvýchodné situaci položili papežští legáti na oltář v chrámu Hagia Sofia papežskou bulu a odjeli nazpět do Říma. Kromě toho, že tento dokument exkomunikoval patriarchu a jeho stoupence, obsahoval řadu nehorázných tvrzení o východní církvi, takže se dokonce sám císař domníval, že jde o Kerullariův podvrh. Jenže veřejné mínění se postavilo na patriarchovu stranu a nutilo Kónstantina zaujmout jednoznačný postoj. Synoda svolaná do Konstantinopole prohlásila papežské legáty za exkomunikované a přikázala bulu slavnostně spálit. To považovali v Římě za konečné řešení.
Přestože v dané chvíli šlo především o osobní ambice aktérů těchto událostí, bylo vypuknutí schizmatu nevyhnutelným důsledkem po staletí se prohlubujících rozdílů mezi východním řecko-ortodoxním a západním latinským civilizačním okruhem. Představa o existenci jedné církve se ukázala být fikcí, reálnou existenci dvou císařství následovalo formování dvou církevních organizací. Na tom nic nemění skutečnost, že současníci nemuseli vnímat církevní rozkol jako definitivní. Vzhledem k tomu, že se tehdejší dějepisci zmiňují o těchto událostech jen sporadicky, lze předpokládat, že pozornost současníků byla upřena k jiným dramatickým událostech, o které v té době nebyla nouze.
Michael Kerullarios zemřel o několik let později ve vyhnanství.

### Pohled z hlediska pravoslaví
Výše byl uveden římskokatolický pohled na osobu tohoto cařihradského patriarchy a okolnosti schismatu, pohled z hlediska Západu. Pravoslavní na Východě mají na osobu Michala Kerularia i na tyto události zcela odlišný pohled. Historikové pravoslavné církve tvrdí, že vnímat osobu patriarchy Michala jako toho, kdo zapříčinil rozkol, je hluboký omyl, který odporuje dochovaným historickým záznamům.
Cařihradský patriarcha Michal bránil své věřící, kteří byli v jižní Itálii pronásledováni západní církví a byli násilně latinizováni. Tím na sebe uvalil hněv papeže, který napsal do Byzance nezdvořilý, povýšenecký a arogantní list a poslal s ním do Cařihradu svého legáta, fanatika a hrubého člověka, Humberta. V Cařihradě byl přijat se všemi poctami. Když legát předal dosti neuctivým způsobem patriarchovi papežův list, nevěřil patriarcha, že by papež mohl opravdu něco tak nízkého napsat, a proto vyčkával, domnívaje se, že se jedná o podvrh.
V době přítomnosti kardinála Humberta v Cařihradě se patriarcha Michal choval velice klidně a až poté, co se legát začal projevovat neuctivě, ho patriarcha prostě ignoroval; s Humbertem byl ochoten jednat na církevním sněmu. Zatím kardinál Humbert kolem sebe rozséval urážky, šířil pamflety a napadal vážené duchovní; postupně proti sobě popudil i veřejnost. Když byla situace, kterou vytvořil, už neúnosná, drze položil na oltář patriaršího chrámu bulu s útoky, které lze přirovnat k nadávkám, a s připočtením patriarchy a všech kteří smýšlejí stejně jako on (čili, jak se záhy ukázalo, celou východní církev) „ke všem heretikům a k ďáblu a andělům jeho“. Pak utekl.
V Cařihradě ihned svolali sněm k řešení vzniklé situace. Nakonec vrátili nespravedlivě udělenou klatbu na hlavu těch, kdo ji vydali - čili na papežské legáty.
Srovnávat osobnost patriarchy Michala s někým takovým, jako byl kardinál Humbert, je podle pravoslavných ve světle dokumentů neudržitelné.
Důvodem rozkolu nebyly osobní ambice patriarchy, ale především narůstající věroučné i závažné praktické a obřadové odchylky západní církve a zároveň narůstající mocenské ambice papežství, které v té době už žádalo nejen moc nad celou církví, ale i moc světskou. Rozbuškou pak byla násilná latinizace Řeků v jižní Itálii a list o latinských novotách, který jim patriarcha Michal poslal, aby je upevnil v pravoslavnosti.